# Melinda flavipennis
Melinda flavipennis este o specie de muște din genul Melinda, familia Calliphoridae, descrisă de Hiromu Kurahashi în anul 1986. Conform Catalogue of Life specia Melinda flavipennis nu are subspecii cunoscute.